# Puerto El Carmen
Puerto El Carmen (auch: Puerto Carmen, Puerto Pando Carmen und Puente Pando) ist eine Ortschaft im Departamento La Paz im südamerikanischen Anden-Staat Bolivien.

## Lage im Nahraum
Puerto El Carmen liegt in der Provinz Franz Tamayo und ist eine Ortschaft im Municipio Apolo. Die Siedlung liegt auf einer Höhe von 301 m am Río Kaka kurz vor dessen Einmündung in den Río Beni.

## Geographie
Puerto El Carmen liegt in den bolivianischen Yungas östlich der Anden-Gebirgskette der Cordillera Real.
Die mittlere Durchschnittstemperatur der Region liegt bei etwa 28 °C, der Jahresniederschlag beträgt fast 1600 mm (siehe Klimadiagramm Palos Blancos). Die Region weist ein ausgeprägtes Tageszeitenklima auf, die Monatsdurchschnittstemperaturen schwanken im Jahresverlauf nur unwesentlich zwischen 25 °C im Juni/Juli und 29 °C im November/Dezember. Die Monatsniederschläge liegen unter 100 mm von Mai bis September und erreichen Werte von mehr als 200 mm von Dezember bis Februar.

## Verkehrsnetz
Puerto El Carmen liegt in einer Entfernung von 165 Kilometern Luftlinie nordöstlich von La Paz, der Hauptstadt des gleichnamigen Departamentos.
Puerto El Carmen ist auf dem Landweg so gut wie nicht zu erreichen, die Verbindung der Ortschaft mit dem Rest des Landes geschieht auf dem Wasserweg über den Río Mapiri (der in seinem Unterlauf auch als Río Kaka bezeichnet wird) und über den Río Beni.

## Bevölkerung
Die Einwohnerzahl der Ortschaft lag bei der letzten Volkszählung von 2012 bei 51 Einwohnern. Daten von vorherigen Volkszählungen liegen derzeit nicht vor.